# Elecciones estatales de Tocantins de 2022
Las elecciones estatales en Tocantins en 2022 se realizaron el 2 de octubre (primera vuelta). Los votantes eligieron un gobernador, un vicegobernador, un senador, 8 diputados federales y 24 estatales. El actual gobernador interino es Wanderlei Barbosa, de los Republicanos, vicegobernador electo en 2018, quien asumió con la renuncia del titular Mauro Carlesse del Partido Humanista de la Solidaridad (PHS). Wanderlei fue reelegido y asumirá su próximo mandato el 1 de enero de 2023, y con la aprobación de la Enmienda Constitucional N° 111, finalizará el 6 de enero de 2027. Para la elección al Senado Federal, quedó elegida Dorinha Rezende, de Unión Brasil (UNIÃO).

## Calendario electoral
| Calendario electoral       | Calendario electoral                                          |
| -------------------------- | ------------------------------------------------------------- |
| 15 de mayo                 | Inicio del financiamiento para precandidatos                  |
| 20 de julio al 5 de agosto | Convenciones partidarias para elegir candidatos y coaliciones |
| 2 de octubre               | Primera vuelta de las elecciones                              |
| hasta el 19 de diciembre   | Diplomatura de los elegidos por el Tribunal Electoral         |

## Candidatos a gobernador de Tocantins
Candidato electo
| Candidatos                                                                               | Candidatos                                                                               | Candidatos                                                                               | Candidatos                                                                               | Candidatos                                                                               | Candidatos                                                                               | N.º                                                                                      | Coalición / Federación                                                                   | Tiempo en franja |
| Gobernador/a                                                                             | Gobernador/a                                                                             | Gobernador/a                                                                             | Vicegobernador/a                                                                         | Vicegobernador/a                                                                         | Vicegobernador/a                                                                         | N.º                                                                                      | Coalición / Federación                                                                   | Tiempo en franja |
| ---------------------------------------------------------------------------------------- | ---------------------------------------------------------------------------------------- | ---------------------------------------------------------------------------------------- | ---------------------------------------------------------------------------------------- | ---------------------------------------------------------------------------------------- | ---------------------------------------------------------------------------------------- | ---------------------------------------------------------------------------------------- | ---------------------------------------------------------------------------------------- | ---------------- |
| Karol Chávez                                                                             |                                                                                          | PSOL                                                                                     | Silvio de Sousa                                                                          |                                                                                          | PSOL                                                                                     | 50                                                                                       | Federación (PSOL-REDE)                                                                   | 0:26             |
| Paulo Mourão                                                                             |                                                                                          | PT                                                                                       | Germana Pires                                                                            |                                                                                          | PCdoB                                                                                    | 13                                                                                       | Federación Brasil de la Esperanza (PT, PV e PCdoB)                                       | 1:45             |
| Wanderlei Barbosa                                                                        |                                                                                          | REP                                                                                      | Laurez Moreira                                                                           |                                                                                          | PDT                                                                                      | 10                                                                                       | Unión por Tocantins REP, PDT, Federación (PSDB-Cidadania), UNIÃO, SD, PTB, PSC           | 4:36             |
| Irajá Abreu                                                                              |                                                                                          | PSD                                                                                      | Lires Teresa Ferneda                                                                     |                                                                                          | PSD                                                                                      | 55                                                                                       | El Futuro es Ahora PSD, Avante, PRTB                                                     | 1:08             |
| Ronaldo Dimas                                                                            |                                                                                          | PL                                                                                       | José dos Santos Freire                                                                   |                                                                                          | MDB                                                                                      | 22                                                                                       | La Transformación que Tocantins Necesita PL, MDB, PODE                                   | 2:04             |
| Carmen Hannud                                                                            |                                                                                          | PCO                                                                                      | Antonia Costa                                                                            |                                                                                          | PCO                                                                                      | 29                                                                                       |                                                                                          |                  |
| Ricardo Macedo                                                                           |                                                                                          | PMB                                                                                      | Geldes Ronan Passos                                                                      |                                                                                          | PMB                                                                                      | 35                                                                                       |                                                                                          |                  |
| Luciano do Oswaldo Cruz                                                                  |                                                                                          | DC                                                                                       | Luciene Mamedes                                                                          |                                                                                          | DC                                                                                       | 27                                                                                       |                                                                                          |                  |
| Presentación de acuerdo con la orden de propaganda electoral y representación partidaria | Presentación de acuerdo con la orden de propaganda electoral y representación partidaria | Presentación de acuerdo con la orden de propaganda electoral y representación partidaria | Presentación de acuerdo con la orden de propaganda electoral y representación partidaria | Presentación de acuerdo con la orden de propaganda electoral y representación partidaria | Presentación de acuerdo con la orden de propaganda electoral y representación partidaria | Presentación de acuerdo con la orden de propaganda electoral y representación partidaria | Presentación de acuerdo con la orden de propaganda electoral y representación partidaria | Sobras: 0:01     |

## Candidatos al Senado Federal
Candidata electa
| Senador                                      | Senador                                      | Senador                                      | Suplentes                                    | Suplentes                                    | Suplentes                                    | N.º                                          | Coalición / Federación                                                         | Tiempo en franja |
| Candidato/a                                  | Partido                                      | Partido                                      | Candidatos                                   | Partido                                      | Partido                                      | N.º                                          | Coalición / Federación                                                         | Tiempo en franja |
| -------------------------------------------- | -------------------------------------------- | -------------------------------------------- | -------------------------------------------- | -------------------------------------------- | -------------------------------------------- | -------------------------------------------- | ------------------------------------------------------------------------------ | ---------------- |
| João Helder Vilela                           |                                              | PT                                           | 1°: Luiz Antônio                             |                                              | PT                                           | 131                                          | Federación Brasil de la Esperanza (PT, PV e PCdoB)                             | 0:54             |
| João Helder Vilela                           | 2ª: Verónica                                 | PT                                           |                                              |                                              | PT                                           | 131                                          | Federación Brasil de la Esperanza (PT, PV e PCdoB)                             | 0:54             |
| Katia Abreu                                  |                                              | PP                                           | 1°: Fernando Iberé                           |                                              | PP                                           | 111                                          |                                                                                | 0:31             |
| Katia Abreu                                  | 2º: Privado Alcivan                          | PP                                           |                                              |                                              | PP                                           | 111                                          |                                                                                | 0:31             |
| Dorinha Rezende                              |                                              | UNIÃO                                        | 1º: Maestra Lu                               |                                              | UNIÃO                                        | 444                                          | Unión por Tocantins REP, PDT, Federación (PSDB-Cidadania), UNIÃO, SD, PTB, PSC | 2:27             |
| Dorinha Rezende                              | 2°: Mauricio Buffon                          | UNIÃO                                        |                                              | PTB                                          |                                              | 444                                          | Unión por Tocantins REP, PDT, Federación (PSDB-Cidadania), UNIÃO, SD, PTB, PSC | 2:27             |
| Claudemir Lopes                              |                                              | PATRI                                        | 1°: Joceval Martins                          |                                              | PATRI                                        | 510                                          |                                                                                | 0:10             |
| Claudemir Lopes                              | 2°: Zezinho Contador                         | PATRI                                        |                                              |                                              | PATRI                                        | 510                                          |                                                                                | 0:10             |
| Carlos Amastha                               |                                              | PSB                                          | 1°: Oswaldo Stival                           |                                              | PSB                                          | 400                                          |                                                                                | 0:26             |
| Carlos Amastha                               | 2º: Adir Gentil                              | PSB                                          |                                              |                                              | PSB                                          | 400                                          |                                                                                | 0:26             |
| Ataides de Oliveira                          |                                              | PROS                                         | 1°: José María                               |                                              | PROS                                         | 900                                          |                                                                                | 0:09             |
| Ataides de Oliveira                          | 2°: Ricardo JM                               | PROS                                         |                                              |                                              | PROS                                         | 900                                          |                                                                                | 0:09             |
| Lucía María                                  |                                              | PSOL                                         | 1°: Bernadette Ferreira                      |                                              | PSOL                                         | 500                                          | Federación (PSOL-REDE)                                                         | 0:11             |
| Lucía María                                  | 2°: Édgar Gomes                              | PSOL                                         |                                              |                                              | PSOL                                         | 500                                          | Federación (PSOL-REDE)                                                         | 0:11             |
| Andrea Schmidt                               |                                              | PMB                                          | 1º: Holdridge                                |                                              | PMB                                          | 353                                          |                                                                                |                  |
| Andrea Schmidt                               | 2°: Carlos Wagner                            | PMB                                          |                                              |                                              | PMB                                          | 353                                          |                                                                                |                  |
| Lazara Marley                                |                                              | DC                                           | 1º: Eula Angelim                             |                                              | DC                                           | 271                                          |                                                                                |                  |
| Lazara Marley                                | 2º: Gislene Lopes                            | DC                                           |                                              |                                              | DC                                           | 271                                          |                                                                                |                  |
| Marcelo Claudio                              |                                              | PRTB                                         | 1º: Elisafan Martins                         |                                              | PRTB                                         | 288                                          |                                                                                |                  |
| Marcelo Claudio                              | 2°: Fátima Figueiredo                        | PRTB                                         |                                              |                                              | PRTB                                         | 288                                          |                                                                                |                  |
| Presentación según representación partidaria | Presentación según representación partidaria | Presentación según representación partidaria | Presentación según representación partidaria | Presentación según representación partidaria | Presentación según representación partidaria | Presentación según representación partidaria | Presentación según representación partidaria                                   | Sobras: 0:12     |

### Candidatos que declinaron
- Obispo Guaracy (Avante) - Candidato a Senador. Incluso tenía una candidatura registrada, pero renunció luego de que su partido apoyara la candidatura de Lula da Silva a la Presidencia de la República.[23]
- Mauro Carlesse (Agir) - Candidato a Senador. Mauro renunció el 5 de septiembre, asegura haber sufrido persecución y atendió el pedido de su familia de abandonar la candidatura.[24]

### Candidaturas rechazadas
- Vanderlan Gomes (PRTB) - Su candidatura al Senado Federal fue rechazada por la TRE-TO.

## Encuestas

### Gobernador
| Período     | Instituto                | Muestra | Wanderlei (REP) | Dimas (PL)              | Irajá (PSD) | Mourão (PT) | Karol (PSOL) | Luciano (DC) | Ricardo (PMB) | Carmen (PCO) | B/N   | NS/NR  | Ventaja |    |    |    |    |    |     |
| ----------- | ------------------------ | ------- | --------------- | ----------------------- | ----------- | ----------- | ------------ | ------------ | ------------- | ------------ | ----- | ------ | ------- | -- | -- | -- | -- | -- | --- |
| Período     | Instituto                | Muestra | 17-20/08        | Promotion TO-03546/2022 | 900         | 33%         | 19%          | 14%          | 13%           | 2%           | B/N   | NS/NR  | Ventaja | 2% | 2% | 1% | 6% | 8% | 14% |
| 18-20/08    | O Girassol TO-07453/2022 | 800     | 36,5%           | 18,5%                   | 5,25%       | 8%          | 1,25%        | 0,5%         | 3,5%          | 0%           | 8,26% | 6,38%  | 18%     |    |    |    |    |    |     |
| 20-22/08    | IPEC TO-04301/2022       | 800     | 40%             | 17%                     | 8%          | 8%          | 1%           | 1%           | 1%            | 1%           | 12%   | 12%    | 23%     |    |    |    |    |    |     |
| 21-25/08    | VOPE TO-09677/2022       | 1 500   | 42%             | 18%                     | 9%          | 9%          | 0%           | 4%           | 1%            | 0%           | 7%    | 10%    | 24%     |    |    |    |    |    |     |
| 27-30/08    | Vetor TO-04812/2022      | 1 020   | 42%             | 17%                     | 7%          | 7%          | 0%           | 1%           | 1%            | 0%           | 4%    | 21%    | 25%     |    |    |    |    |    |     |
| 31/08-04/09 | VOPE TO-01187/2022       | 1 500   | 46%             | 17%                     | 7%          | 7%          | 1%           | 3%           | 2%            | 1%           | 7%    | 9%     | 29%     |    |    |    |    |    |     |
| 05-07/09    | O Girassol TO-05614/2022 | 800     | 47%             | 15,25%                  | 6,25%       | 9,25%       | 1,25%        | 0,5%         | 1%            | 0,5%         | 3,25% | 2,25%  | 31,75%  |    |    |    |    |    |     |
| 06-10/09    | IVOX TO-09003/2022       | 900     | 48%             | 14%                     | 8%          | 9%          | 0%           | 3%           | 1%            | 0%           | 7%    | 10%    | 34%     |    |    |    |    |    |     |
| 10-14/09    | Vetor TO-03127/2022      | 1 020   | 46%             | 15%                     | 7%          | 7%          | 0%           | 1%           | 1%            | 0%           | 6%    | 17%    | 31%     |    |    |    |    |    |     |
| 16-18/09    | IPEC TO-09696/2022       | 800     | 45%             | 17%                     | 8%          | 6%          | 1%           | 1%           | 1%            | 0%           | 8%    | 13%    | 28%     |    |    |    |    |    |     |
| 14-18/09    | VOPE TO-01609/2022       | 1 500   | 51%             | 15%                     | 7%          | 8%          | 0%           | 3%           | 2%            | 0%           | 7%    | 7%     | 36%     |    |    |    |    |    |     |
| 16-19/09    | O Girassol TO-07556/2022 | 800     | 51%             | 15%                     | 5%          | 10,5%       | 0,5%         | 0,75%        | 0,5%          | 0,5%         | 3%    | 13,25% | 36%     |    |    |    |    |    |     |
| 23-27/09    | VOPE TO-00722/2022       | 1.500   | 55%             | 18%                     | 7%          | 8%          | 0%           | 2%           | 1%            | 0%           | 4%    | 5%     | 37%     |    |    |    |    |    |     |

### Senador Federal

Candidato más votado por municipio (139):
Kátia Abreu (110 municipios + capital)
Dorinha Rezende (29 municipios)

| Período     | Instituto                | Muestra | Katia (PP) | Dorinha (UNIÃO)         | Amastha (PSB) | Carlesse (Agir) | Ataídes (PROS) | Vilela (PT) | Claudemir (Patriota) | Guaracy (Avante) | Lazara (DC) | Lucia (PSOL) | Marcelo (PRTB)  | Andrea (PMB) | B/N   | NS/NR | Ventaja |    |              |    |    |    |    |
| ----------- | ------------------------ | ------- | ---------- | ----------------------- | ------------- | --------------- | -------------- | ----------- | -------------------- | ---------------- | ----------- | ------------ | --------------- | ------------ | ----- | ----- | ------- | -- | ------------ | -- | -- | -- | -- |
| Período     | Instituto                | Muestra | 17-20/08   | Promotion TO-03546/2022 | 900           | 19%             | 18%            | 16%         | 11%                  | 10%              | 5%          | 2%           | 1%              | 1%           | B/N   | NS/NR | Ventaja | 1% | 1% Vanderlan | 0% | 9% | 6% | 1% |
| 18-20/08    | O Girassol TO-07453/2022 | 800     | 20,5%      | 17,13%                  | 11%           | 14,5%           | 8%             | 2,63%       | 2,75%                | 1,38%            | 0,13%       | 0,75%        | 2% Vanderlan    | 0,13%        | 4,75% | 3,50% | 3,37%   |    |              |    |    |    |    |
| 20-22/08    | IPEC TO-04301/2022       | 800     | 18%        | 19%                     | 8%            | 9%              | 7%             | 2%          | 2%                   | 1%               | 1%          | 1%           | 2% Vanderlan    | 1%           | 12%   | 17%   | 1%      |    |              |    |    |    |    |
| 21-25/08    | VOPE TO-09677/2022       | 1 500   | 22%        | 19%                     | 8%            | 10%             | 16%            | 2%          | 2%                   | —                | 0%          | 0%           | —               | 0%           | 9%    | 12%   | 3%      |    |              |    |    |    |    |
| 27-30/08    | Vetor TO-04812/2022      | 1 500   | 20%        | 23%                     | 8%            | 8%              | 6%             | 2%          | 1%                   | —                | 0%          | 0%           | 0% Vanderlan    | 0%           | 5%    | 27%   | 3%      |    |              |    |    |    |    |
| 31/08-04/09 | VOPE TO-01187/2022       | 1 500   | 21%        | 24%                     | 10%           | 10%             | 12%            | 2%          | 1%                   | —                | 0%          | 0%           | —               | 0%           | 8%    |       | 3%      |    |              |    |    |    |    |
| 05-07/09    | O Girassol TO-05614/2022 |         | 24,5%      | 20,5%                   | 12,25%        | 1,25%           | 11,25%         | 3,5%        | 2,25%                | —                | 1,5%        | 2%           | 0,75% Vanderlan | 0,5%         | 5,75% | 2,5%  | 4%      |    |              |    |    |    |    |
| 06-10/09    | IVOX TO-09003/2022       | 900     | 17%        | 26%                     | 22%           | —               | 12%            | 2%          | 1%                   | —                | 1,5%        | 0%           | —               | 1%           | 7%    | 12%   | 4%      |    |              |    |    |    |    |
| 10-14/09    | Vetor TO-03127/2022      | 1 020   | 21%        | 30%                     | 9%            | —               | 7%             | 3%          | 2%                   | —                | 0%          | 1%           | 1% Vanderlan    | 0%           | 6%    | 20%   | 9%      |    |              |    |    |    |    |
| 16-18/09    | IPEC TO-09696/2022       | 800     | 20%        | 26%                     | 8%            | —               | 8%             | 3%          | 3%                   | —                | 1%          | 1%           | 2%              | 1%           | 10%   | 18%   | 6%      |    |              |    |    |    |    |
| 14-18/09    | VOPE TO-01609/2022       | 1 500   | 20%        | 33%                     | 21%           | —               | 8%             | 2%          | 1%                   | —                | 0%          | 0%           | —               | 1%           | 6%    | 8%    | 12%     |    |              |    |    |    |    |
| 16-19/09    | O Girassol TO-07556/2022 | 800     | 27,5%      | 24,5%                   | 13,5%         | —               | 12,25%         | 4%          | 2%                   | —                | 1%          | 0,5%         | 0,5%            | 0,5%         | 5%    | 8,75% | 3%      |    |              |    |    |    |    |
| 23-27/09    | VOPE TO-00722/2022       | 1.500   | 22%        | 37%                     | 19%           | —               | 8%             | 2%          | 1%                   | —                | 0%          | 0%           | 0%              | 1%           | 6%    | 4%    | 15%     |    |              |    |    |    |    |

## Debates

### Gobernador
| Data                   | Organizadores        | Mediador        | Irajá (PSD) | Karol (PSOL) | Mourão (PT) | Dimas (PL) | Wanderlei (Republicanos) | Carmen (PCO) | Ricardo (PMB) | Luciano (DC) |
| ---------------------- | -------------------- | --------------- | ----------- | ------------ | ----------- | ---------- | ------------------------ | ------------ | ------------- | ------------ |
| 2 de setembro de 2022  | TV Jovem             | Léo Cândido     | P           | P            | P           | P          | P                        | NI           | NI            | NI           |
| 23 de setembro de 2022 | TV Norte Tocantins   | Márcia Lasmar   | P           | P            | P           | P          | A                        | NI           | NI            | NI           |
| 27 de setembro de 2022 | TV Anhanguera Palmas | Heraldo Pereira | P           | P            | P           | P          | A                        | NI           | NI            | NI           |

## Resultados

### Gobernador
| Candidatos                | Candidatos                   | Candidatos                   | Votos     | %      |
| Gobernador                | Gobernador                   | Vicegobernador/a             | Votos     | %      |
| ------------------------- | ---------------------------- | ---------------------------- | --------- | ------ |
|                           | Wanderlei Barbosa (REP)      | Laurenz Ferreira (PDT)       | 481 496   | 58,14  |
|                           | Ronaldo Dimas (PL)           | José dos Santos Freire (MDB) | 186 361   | 22,50  |
|                           | Paulo Mourao (PT)            | Germana Pires (PCdoB)        | 88 143    | 10,64  |
|                           | Irajá Abreu (PSD)            | Lires Teresa Ferneda (PSD)   | 63 048    | 7,61   |
|                           | Ricardo Macedo (PMB)         | Geldes Ronan Passos (PMB)    | 5 043     | 0,61   |
|                           | Luciano do Oswaldo Cruz (DC) | Luciene Mamedes (DC)         | 1 232     | 0,15   |
|                           | Carmen Hannud (PCO)          | Antonio Costa (PCO)          | 384       | 0,05   |
|                           |                              |                              |           |        |
| Votos válidos             | Votos válidos                | Votos válidos                | 827 817   | 93,06  |
| Votos en blanco           | Votos en blanco              | Votos en blanco              | 23 065    | 2,59   |
| Votos nulos               | Votos nulos                  | Votos nulos                  | 38 814    | 4,31   |
| Total                     | Total                        | Total                        | 889 580   | 100,00 |
| Registrados/Participación | Registrados/Participación    | Registrados/Participación    | 1 092 229 | 81,45  |

### Senador Federal
| Candidato                 | Candidato                 | Votos     | %      |
| ------------------------- | ------------------------- | --------- | ------ |
|                           | Dorinha Rezende (UNIÃO)   | 395,408   | 50,42  |
|                           | Katia Abreu (PP)          | 145,104   | 18,50  |
|                           | Carlos Amastha (PSB)      | 100,649   | 12,83  |
|                           | Ataides Oliveira (PROS)   | 69,420    | 8,85   |
|                           | João Helder Vilela (PT)   | 44,203    | 5,64   |
|                           | Claudemir Lopes (PATRI)   | 20,704    | 2,64   |
|                           | Andrea Schmidt (PMB)      | 5,745     | 0,73   |
|                           | Lucía Viana (PSOL)        | 1,622     | 0,21   |
|                           | Lázara Merley (DC)        | 588       | 0,07   |
|                           |                           |           |        |
| Votos válidos             | Votos válidos             | 784,200   | 88,15  |
| Votos en blanco           | Votos en blanco           | 35,690    | 4,02   |
| Votos nulos               | Votos nulos               | 69,690    | 7,83   |
| Total                     | Total                     | 889.580   | 100,00 |
| Registrados/Participación | Registrados/Participación | 1.092.189 | 81,45  |

### Diputados federales electos
Estos son los 8 diputados federales electos que representarán al Estado de Tocantins .
| Candidato           | Partido      | Votos  | Ciudad de origen | Estados   |
| ------------------- | ------------ | ------ | ---------------- | --------- |
| Toinho Andrade      | Republicanos | 63.813 | Porto Nacional   | Tocantins |
| Vicentinho Júnior   | PP           | 55,292 | Goiânia          | Goiás     |
| Alexandre Guimarães | Republicanos | 54.703 | Araguaína        | Tocantins |
| Carlos Gaguim       | UNIÃO        | 52,203 | Ceres            | Goiás     |
| Ricardo Ayres       | Republicanos | 45.880 | Goiânia          | Goiás     |
| Filipe Martins      | PL           | 36,293 | Goiânia          | Goiás     |
| Eli Borges          | PL           | 35.171 | Ipameri          | Goiás     |
| Lázaro Botelho      | PP           | 13,668 | Loreto           | Maranhão  |

#### Por Partido/Federación
| N.º                       | Partido                                          | Votos     | %      | Escaños | ±           |
| ------------------------- | ------------------------------------------------ | --------- | ------ | ------- | ----------- |
| 10                        | Republicanos (REP)                               | 184.240   | 22,19  | 3       | 1           |
| 44                        | Unión Brasil (UNIÃO)                             | 104.375   | 12,57  | 1       | 1           |
| 22                        | Partido Liberal (PL)                             | 90.627    | 10,91  | 2       | 1           |
| 11                        | Progresistas (PP)                                | 89.619    | 10,79  | 2       | Sin cambios |
| 19                        | Podemos (PODE)                                   | 72.312    | 8,71   | 0       | Sin cambios |
| 13                        | Partido de los Trabajadores (PT)                 | 67.109    | 8,08   | 0       | 1           |
| 20                        | Partido Social Cristiano (PSC)                   | 50.659    | 6,10   | 0       | 1           |
| 15                        | Movimento Democrático Brasileiro (MDB)           | 47.679    | 5,74   | 0       | 1           |
| 55                        | Partido Social Democrático (PSD)                 | 32.746    | 3,94   | 0       | Sin cambios |
| 14                        | Partido Laborista Brasileiro (PTB)               | 27.111    | 3,26   | 0       | Sin cambios |
| 45                        | Partido de la Social Democracia Brasileña (PSDB) | 18.394    | 2,22   | 0       | Sin cambios |
| 40                        | Partido Socialista Brasileiro (PSB)              | 14.726    | 1,77   | 0       | Sin cambios |
| 12                        | Partido Democrático Laborista (PDT)              | 6.749     | 0,81   | 0       | Sin cambios |
| 70                        | Avante (AVANTE)                                  | 6.555     | 0,79   | 0       | Sin cambios |
| 51                        | Patriota (PATRI)                                 | 6.368     | 0,77   | 0       | Sin cambios |
| 23                        | Ciudadanía (Cidadania)                           | 1.940     | 0,23   | 0       | Sin cambios |
| 50                        | Partido Socialismo y Libertad (PSOL)             | 1.762     | 0,21   | 0       | Sin cambios |
| 65                        | Partido Comunista de Brasil (PCdoB)              | 1.727     | 0,21   | 0       | Sin cambios |
| 18                        | Red de Sostenibilidad (REDE)                     | 1.333     | 0,16   | 0       | Sin cambios |
| 35                        | Partido de la Mujer Brasileña (PMB)              | 1.300     | 0,16   | 0       | Sin cambios |
| 43                        | Partido Verde (PV)                               | 1.187     | 0,14   | 0       | Sin cambios |
| 27                        | Democracia Cristiana (DC)                        | 859       | 0,10   | 0       | Sin cambios |
| 28                        | Partido Renovador Laborista Brasileño (PRTB)     | 763       | 0,09   | 0       | Sin cambios |
|                           |                                                  |           |        |         |             |
| Votos válidos             | Votos válidos                                    | 830.140   | 93,32  |         |             |
| Votos en blanco           | Votos en blanco                                  | 29.272    | 3,29   |         |             |
| Votos nulos               | Votos nulos                                      | 30.168    | 3,39   |         |             |
| Total                     | Total                                            | 889.580   | 100,00 | 8       | Sin cambios |
| Registrados/Participación | Registrados/Participación                        | 1.092.189 | 81,45  |         |             |

### Diputados estatales electos
| Candidato                | Partido      | Votos  | Ciudad de origen      | Estado         |
| ------------------------ | ------------ | ------ | --------------------- | -------------- |
| Leo Barbosa              | Republicanos | 32.885 | Porto Nacional        | Tocantins      |
| Janad Valcari            | PL           | 31.587 | Goiânia               | Goiás          |
| Jair Farias              | UNIÃO        | 31.442 | Monsenhor Tabosa      | Ceará          |
| Jorge Frederico          | Republicanos | 24.929 | Araguaína             | Tocantins      |
| Amelio Cayres            | Republicanos | 22.921 | Érico Cardoso         | Bahía          |
| Nilton Franco            | Republicanos | 21.502 | Porto Nacional        | Tocantins      |
| Cleiton Cardoso          | Republicanos | 21.421 | Porto Nacional        | Tocantins      |
| Vilmar Alves De Oliveira | SD           | 20.683 | Nazário               | Goiás          |
| Olyntho Neto             | Republicanos | 19.738 | Goiânia               | Goiás          |
| Fabion Gomes             | PL           | 19.159 | Tocantinópolis        | Tocantins      |
| Vanda Monteiro           | UNIÃO        | 17.995 | Miranorte             | Tocantins      |
| Valdemar Rodrigues Lima  | Republicanos | 17.779 | Porto Nacional        | Tocantins      |
| Ivory de Lira            | PCdoB        | 15.651 | Miracema do Tocantins | Tocantins      |
| Luciano Oliveira         | PSD          | 15.648 | Colméia               | Tocantins      |
| Eduardo do Dertins       | Cidadania    | 15.512 | Cravinhos             | São Paulo      |
| Eduardo Fortes           | PSD          | 15.466 | São Paulo             | São Paulo      |
| Eduardo Mantoan          | PSDB         | 14.062 | Arapongas             | Paraná         |
| Marcus Marcelo           | PL           | 13.277 | Pesqueira             | Pernambuco     |
| Jose Luiz Pereira        | PSC          | 12.798 | Porto Nacional        | Tocantins      |
| Claudia Lelis            | PV           | 12.674 | Río de Janeiro        | Río de Janeiro |
| Moisemar Marinho         | PSB          | 12.553 | Itaguatins            | Tocantins      |
| Wiston Gomes             | PSD          | 10.704 | Araguatins            | Tocantins      |
| Gutierres Borges         | PDT          | 9.865  | Uruaçu                | Goiás          |
| Aldair da Costa Sousa    | PL           | 8.271  | Carmolândia           | Tocantins      |

#### Por Partido/Federación
| N.º                       | Partido                                          | Votos     | %      | Escaños | ±           |
| ------------------------- | ------------------------------------------------ | --------- | ------ | ------- | ----------- |
| 10                        | Republicanos (REP)                               | 205.631   | 24,52  | 7       | 7           |
| 22                        | Partido Liberal (PL)                             | 116.003   | 13,83  | 4       | 3           |
| 55                        | Partido Social Democrático (PSD)                 | 110.585   | 13,19  | 3       | 3           |
| 44                        | Unión Brasil (UNIÃO)                             | 66.857    | 7,97   | 2       | Sin cambios |
| 13                        | Partido de los Trabajadores (PT)                 | 41.384    | 4,94   | 0       | 2           |
| 40                        | Partido Socialista Brasileño (PSB)               | 40.946    | 4,88   | 1       | Sin cambios |
| 77                        | Solidaridad (SD)                                 | 36.483    | 4,35   | 1       | 2           |
| 23                        | Ciudadanía (Cidadania)                           | 33.356    | 3,98   | 1       | Sin cambios |
| 20                        | Partido Social Cristiano (PSC)                   | 31.886    | 3,80   | 1       | 1           |
| 12                        | Partido Democrático Laborista (PDT)              | 29.962    | 3,57   | 1       | 1           |
| 65                        | Partido Comunista de Brasil (PCdoB)              | 28.760    | 3,43   | 1       | Sin cambios |
| 45                        | Partido de la Social Democracia Brasileña (PSDB) | 26.247    | 3,13   | 1       | 1           |
| 15                        | Movimento Democrático Brasileiro (MDB)           | 21.744    | 2,59   | 0       | 5           |
| 14                        | Partido Laborista Brasileiro (PTB)               | 20.702    | 2,47   | 0       | Sin cambios |
| 43                        | Partido Verde (PV)                               | 13.653    | 1,63   | 1       | 1           |
| 51                        | Patriota (PATRI)                                 | 5.615     | 0,67   | 0       | Sin cambios |
| 11                        | Partido de la Mujer Brasileña (PMB)              | 1.753     | 0,21   | 0       | Sin cambios |
| 28                        | Partido Renovador Laborista Brasileño (PRTB)     | 1.470     | 0,18   | 0       | Sin cambios |
| 50                        | Partido Socialismo y Libertad (PSOL)             | 798       | 0,10   | 0       | Sin cambios |
| 27                        | Democracia Cristiana (DC)                        | 323       | 0,04   | 0       | Sin cambios |
| 18                        | Red de Sostenibilidad (REDE)                     | 153       | 0,02   | 0       | Sin cambios |
|                           |                                                  |           |        |         |             |
| Votos válidos             | Votos válidos                                    | 834.311   | 93,78  |         |             |
| Votos en blanco           | Votos en blanco                                  | 20.263    | 2,28   |         |             |
| Votos nulos               | Votos nulos                                      | 35.006    | 3,94   |         |             |
| Total                     | Total                                            | 889.580   | 100,00 | 24      | Sin cambios |
| Registrados/Participación | Registrados/Participación                        | 1.092.189 | 81,45  |         |             |